# アレクサンドル・ネフスキー

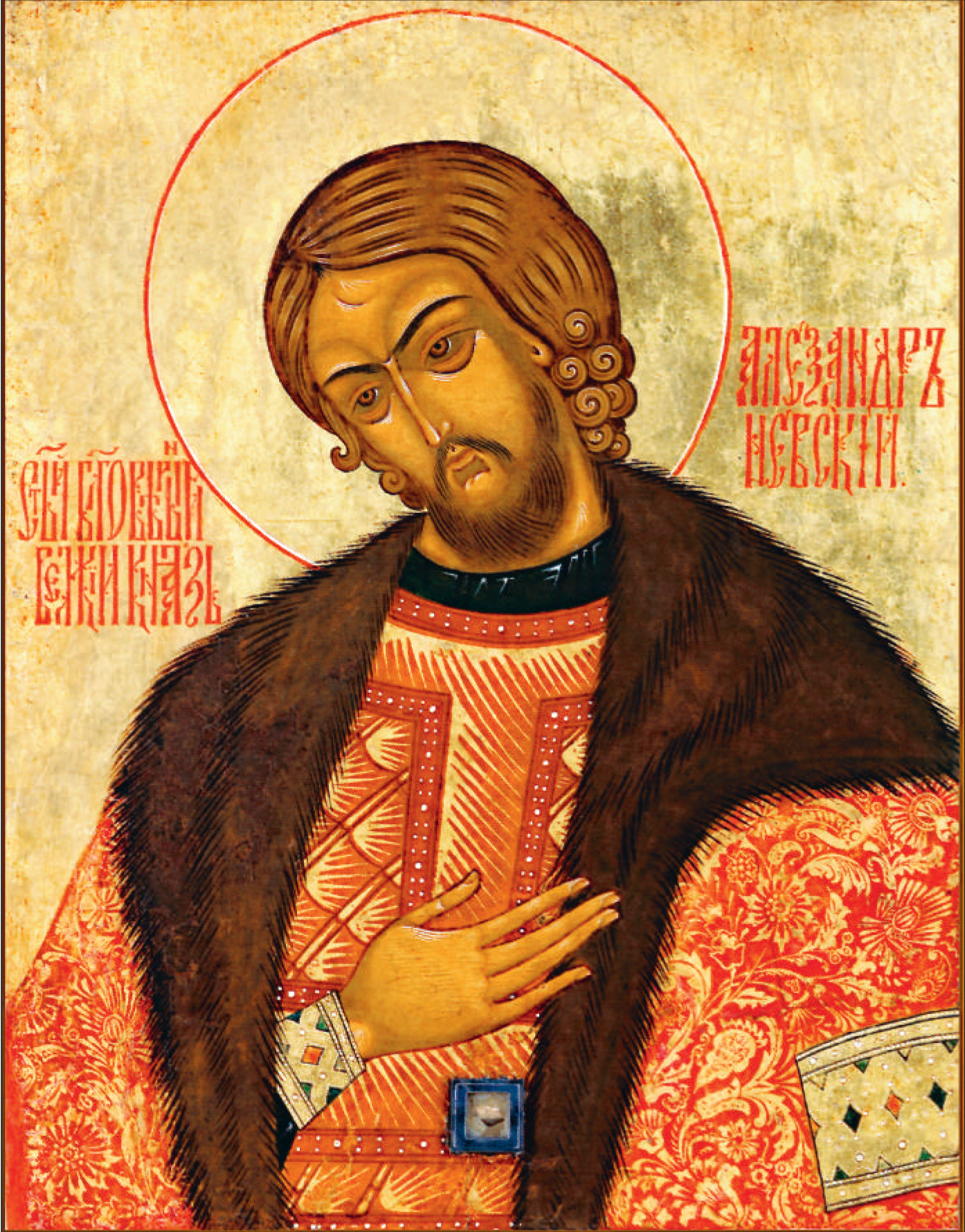
アレクサンドル・ネフスキーのイコン。

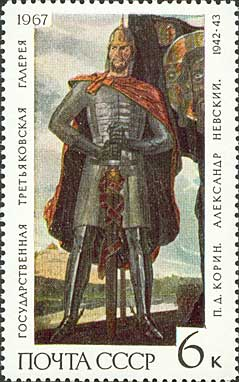
1967年にソビエト連邦が発行したアレクサンドル・ネフスキーの切手。

アレクサンドル・ヤロスラヴィチ・ネフスキー（Александр Ярославич Невский ロシア語発音: [ɐlʲɪˈksandr jɪrɐˈsɫavʲɪtɕ ˈnʲɛfskʲɪj], 1220年5月30日 - 1263年11月14日）は、ノヴゴロド公国の公を経てウラジーミル大公国の大公（在位：1252年 - 1263年）となる。アレクサンドル・ネフスキイ、アレクサンドル1世とも。中世ロシアの英雄として讃えられている人物。正教会で列聖されている。妻はポロツク公ブリャチスラフの娘・アレクサンドラ、息子にはヴァシーリー、ドミトリー、アンドレイ、ダニールがいる。

## 生涯

### 出生からノヴゴロド公への就任まで
父はヤロスラフ2世。母はフェオドシヤ。
幼少の頃から智勇兼備の名将として父ヤロスラフ2世から高く評価され1236年に父からノヴゴロド公の位を継ぐように命じられた。

### バトゥの西征
1236年にはバトゥの西征が始まり、モンゴルのヴォルガ・ブルガール侵攻（1236年）、モンゴルのルーシ侵攻（1237年 - 1240年）、モンゴルのポーランド侵攻（1240年 - 1241年）、ハンガリー王国とのモヒの戦い（1241年4月11日）等、周辺国に攻撃が行なわれたが、モンゴル軍はノヴゴロドには侵攻しなかった。代わりにドイツ騎士団とスウェーデンからその領土を狙われていた（北方十字軍）。

### スウェーデンの侵攻・ネヴァ河畔の戦い
1240年夏にはビルゲル率いるスウェーデン軍がノヴゴロドに侵攻して来た（ネヴァ河畔の戦い）。しかしアレクサンドルはこれに対し、現在のウスチ・イジョラ近辺で対抗してわずかな兵力で大勝し、スウェーデン軍を壊滅させた。これによりアレクサンドルの勇名はロシア全土に轟き、この戦いに大勝を収めたことにより、アレクサンドルは「ネヴァ河の勝利者」という意味の「ネフスキー」と呼ばれることになった。（実際には、彼を英雄と称えネフスキーと呼んだのは後世のロシア人である）

### 追放から粛清まで
しかし、『ノヴゴロド第一年代記』はネヴァ河畔の戦いを叙述し、プスコフ公国（プスコフ）での政治状況を伝えた後、突然「同年の冬、アレクサンドル公はノヴゴロドの人々と仲違いし、母や妻やすべての部下を引き連れペレヤスラヴリの父のもとに出て行った」と記すように、突如ノヴゴロド公国はアレクサンドルを罷免・追放した。救国の英雄に対するものとしてはあまりな仕打ちであるが、これはノヴゴロドの都市貴族の内、ドイツと結託、協調路線をとる一派が、ドイツとの強硬な対決姿勢を見せていたアレクサンドルを疎んじた為だといわれている。結局、ノヴゴロドからアレクサンドルが去って間も無くドイツ騎士団はノヴゴロドへの武力侵攻を開始したために「親ドイツ派」の都市貴族は失脚し、アレクサンドルの父ウラジーミル大公ヤロスラフとの二度に渡る交渉を経て、自分たちが追放したアレクサンドルを再び公に招くことになる。1241年再びノヴゴロド公の椅子に座ったアレクサンドルはドイツと結託した「裏切り者たち」を粛清し、ノヴゴロド公国内の姿勢を対ドイツに統一する。

### ドイツの侵攻・チュド湖上の戦い
1242年4月、今度はドイツ騎士団が侵攻して来たが、アレクサンドルは「氷上の決戦」（チュド湖上の戦い）で勝利し、さらに勇名を轟かせた。

### ジョチ・ウルスとの関係
1245年にはヤロスラヴの戦いでハールィチ・ヴォルィーニ大公国が領土拡大を目指す隣国、ポーランド王国・ハンガリー王国に勝利した。1246年9月20日にミハイル2世が暗殺され、ダヌィーロ・ロマーノヴィチがジョチ・ウルスに臣従した。
1246年9月30日に父ヤロスラフ2世がモンゴル帝国の首都カラコルムに出向き、ドレゲネの推す第3代皇帝グユクの即位式に参列した際に死去した。アレクサンドルは、ドレゲネやグユクらと争う姿勢を見せなかったが、対立するソルコクタニ・ベキやジョチ・ウルスのバトゥと、むしろ自らジョチ・ウルスの首都サライを訪問して臣従することを約束した。1248年4月にグユクが急死して、1251年にソルコクタニ・ベキの長子モンケが第4代皇帝に即位した。
その経緯からジョチ・ウルス軍を利用して、1252年にジョチ・ウルスに対して反抗的な態度をとっていたアレクサンドルの弟アンドレイ2世を追放した後、ウラジーミル大公の位を継ぐことを許された。その後は大公としての権力と権威を高めるため、国内の反ジョチ・ウルス（モンゴル）運動を弾圧する一方で宗教を保護してある程度の自由を許した。キエフ府主教キリル3世も、ローマ・カトリックへの改宗を強制する西のドイツ騎士団等より、信仰面において比較的寛容な東のモンゴルと同盟する外交政策を支持した（モンゴル軍のうち、ナイマン等はネストリウス派を信仰していた）。

### リトアニアとの同盟
1260年に、リトアニア大公のミンダウガスと同盟し、ドゥルベスの戦いでサモギティア（リトアニア）が宿敵ドイツ騎士団を再び破ったことにより、大公の権力と権威は大いに高まった。

### 最期
1263年、4回目のサライ訪問の途上、ゴロジェッツで病に倒れて死去した。ネフスキーは正教会の熱心な信者で、死を目前として修道誓願を望んだが、これは実現していない。ただしこの修道誓願により、後にアレクサンドルが正教会の聖人として列聖されて以降、イコンの上部に修道士の姿をした聖アレクサンドルの姿が、下部の武人としての姿と共に描かれる事がある。43歳没。後を弟のヤロスラフ3世が継いだ。
アレクサンドルの末子、ダニールがモスクワ公となり、後に、彼の系統から出たイヴァン3世がノヴゴロド公国を含む全ロシアを統一することとなる。

## 外交政策と評価
アレクサンドルが対外戦争に勝ち続けたのは、日本の戦国時代の島津氏やモンゴル軍のように、敵を誘き寄せたところを伏兵でもって殲滅するという戦術を得意としたからである。また、ジョチ・ウルスに対して臣従を誓うことでその侵攻と国家の荒廃を防ぎ（バトゥがアレクサンドルの勇名を恐れて侵攻しなかったためとも言われる）、大公になるためにその軍事力を利用するなどした。しかし、一部の史料では国民の反モンゴル運動に対して厳しい弾圧を行なったとされる。
スウェーデンやドイツ騎士団との戦い（ネヴァ河畔の戦い、氷上の決戦、ドゥルベスの戦い）で勝利を収めたという記録は西欧カトリック勢力には一切記録されておらず、ロシア以外の歴史家からは、彼の戦功は疑問視されている。会戦はあったが戦闘はもっと小規模だったのではないかという説もある。

### 正教会の聖人
死後早くから聖人視されることが始まり、1547年にはロシア正教会から列聖され、正教会の聖人となった。これはアレクサンドルが東方に進出してきたカトリックの影響を排除することに熱心だったことが大きく影響している。聖人としての称号はネワの聖大侯アレクサンドルで、記憶日は11月23日、8月30日（不朽体の遷移）および5月23日、聖神降臨祭後第三主日、6月23日（日付はグレゴリオ暦）である。
彼にちなむ教会・修道院としては、ピョートル1世によって建立されたサンクトペテルブルクのアレクサンドル・ネフスキー大修道院が有名である。修道院のために選ばれた場所はネヴァ河畔の戦いの古戦場であった。

## 子女
- ヴァシリー(ru)
- ドミトリー
- アンドレイ
- ダニール
- エヴドキヤ - スモレンスク公家のコンスタンチンと結婚

## 映画
セルゲイ・エイゼンシュテインは、アレクサンドル・ネフスキーのチュド湖上の戦いを映画化し、『アレクサンドル・ネフスキー』として1938年に発表している。しかし、1939年に締結された独ソ不可侵条約に悪影響を与えることを避けるため、1941年まで小規模な上映にとどめられた。独ソ戦が勃発した後は、むしろ対独プロパガンダの一環として大いに上映された。
この映画の音楽を作曲したセルゲイ・プロコフィエフは、映画公開の翌1939年に映画音楽から一部を抜粋、再構成し、演奏会用の楽曲としてカンタータ『アレクサンドル・ネフスキー』に改作して、同年に初演した。
また、2008年にはロシアの映画監督イーゴリ・カリョーノフによって、妻アレクサンドラとの結婚、ボヤーレ（貴族）との暗闘、そして「ネヴァ河畔の戦い」を描いた映画『アレクサンドル 〜ネヴァ大戦〜』が公開された。